# Rhabdomys bechuanae
Rhabdomys bechuanae — вид гризунів родини мишевих (Muridae). Ареал: ПАР, Ангола, Намібія, Ботсвана. Вид відокремлено від Rh. pumilio.
Як правило, види Rhabdomys мають широку толерантність до середовища існування та є комменсальними видами, які іноді зустрічаються на сільськогосподарських угіддях і в будинках, і іноді вважаються шкідниками.